# 스카이민혁
스카이민혁(1998년 12월 5일 ~)은 대한민국의 가수다. 2019년 8월 1일 싱글 '노력의 천재'로 데뷔했다.

## 디스코그래피

### 싱글
노력의 천재 (2019)
자 시작해볼까 (2020)
진짜 성공하고 만다 (2020)
선물 (2020)
텅 빈 지구 (2021)
피자 브레이크 X 스카이민혁 (퍼스트바이트 008) (2021)
페이스대로 (2022)
너도 해방(2024)

### EP
그랜드라인 (2020)
작전 (2022)

### 정규
세상아 덤벼라 (2019)
사랑의 파워 (2020)
스민댄스 (2020)
바퀴벌레 (2020)
라이프 세이버 (2020)
노력의 천재 2 (2021)
해방 (2023)

### 컴필레이션
모험 (2021)
MYMYLIFE (2022)

### OST
웹툰 '귀공자' ost part.1 (2024)

## 방송
- 쇼미더머니 9 (2020) - Top10(10위)
- 쇼미더머니 11 (2022) - 1차예선 탈락

## 공연
- 오늘도 무사히 II 〈릴보이, 자메즈, 맥대디, 스카이민혁〉 - 인천 (2021)